# 滝ノ沢信号場
滝ノ沢信号場（たきのさわしんごうじょう）は、北海道勇払郡占冠村字下トマムにある北海道旅客鉄道（JR北海道）石勝線の信号場である。電報略号はタワ。事務管理コードは▲132147。

## 歴史
計画当初より「滝の沢」の名称で停車場の設置が計画されていたが、当初より信号場としての計画であった。

### 年表
- 1981年（昭和56年）10月1日：日本国有鉄道石勝線の開業により使用開始[1]。
- 1987年（昭和62年）4月1日：国鉄分割民営化によりJR北海道に継承[1]。
- 1995年（平成7年）度：石勝線・根室線高速化工事に伴い同年度に構内改良[6]。

## 構造
南千歳方から新得方に向かって左手から下り本線、上り本線の2線を有する単線行き違い型信号場。このほかそれぞれの進行方向に安全側線を設け、両方の分岐器をスノーシェルターで覆っている。

## 周辺
道道136号に隣接する。そのほかは森が広がる。
- 北海道道136号夕張新得線
- 道東自動車道
- 鵡川

## 隣の駅
北海道旅客鉄道（JR北海道）
■石勝線
占冠駅 (K21) - （東占冠信号場） - （滝ノ沢信号場） - （ホロカ信号場） - トマム駅 (K22)